# Намтвриани
Намтвриани (груз. ნამტვრიანი) — село Тетрицкаройского муниципалитета, края Квемо-Картли республики Грузия. Находится в юго-восточной части Грузии.

## География
Граничит с поселком Манглиси, селами Шехветила, Кодисцкаро, Архоти, Чинчриани, Диди-Тонети, Алгети, Напилнари, Зирбити, Гохнари, Мохиси, Ахалсопели, Дидгори, Наосари, Месаме-Шанта, Головани, Ванети, Шамта, Дре и Гвеви Тетрицкаройского Муниципалитета а также с селами Ливади, Чолмани, Арджеван-Сарвани, Барети, Имера, Сабечиси, Бешташени, Теджиси, Самадло, Ахалшени, Гедаклари Цалкского Муниципалитета.

## Население
По данным Государственного статистического комитета Грузии, согласно официальной переписи 2002 года, численность населения села Намтвриани составляет 210 человек и на 65 % состоит из азербайджанцев. Грузинское население насчитывает 33 %.

## Экономика
Население в основном занимается овцеводством, скотоводством и овощеводством.

## Достопримечательности
- Средняя школа
- Мечеть